# 2314 Field
2314 Field è un asteroide della fascia principale. Scoperto nel 1977, presenta un'orbita caratterizzata da un semiasse maggiore pari a 2,2609186 UA e da un'eccentricità di 0,0250485, inclinata di 5,72841° rispetto all'eclittica.